# Ванадій
Вана́дій (V) — хімічний елемент з атомним номером 23 та його проста речовина — рідкісний, м'який і ковкий метал. Ванадій міститься в деяких мінералах і використовується в основному для виробництва певних сплавів.

## Загальна інформація
Ванадій — метал сіро-сталевого кольору. Рідкісний. Середній вміст у земній корі — 0,02 мас.%. Відомо близько 80 мінералів — ванадатів природних, більшість з них — екзогенного походження. Основні мінерали: ванадиніт, карнотит, деклуазит.

## Історія
Ванадій названий на честь богині краси древніх скандинавів — легендарної Фрейї Ванадіс. Це ім'я елементу дав 1831 року Габріель Сефстрьом, професор Гірничого інституту Стокгольму. Він виділив елемент зі шлаку, що утворюється при плавленні руди в доменних печах. Свою роботу Сефстрем здійснив разом із учнем Єнсом Якобом Берцеліусом.

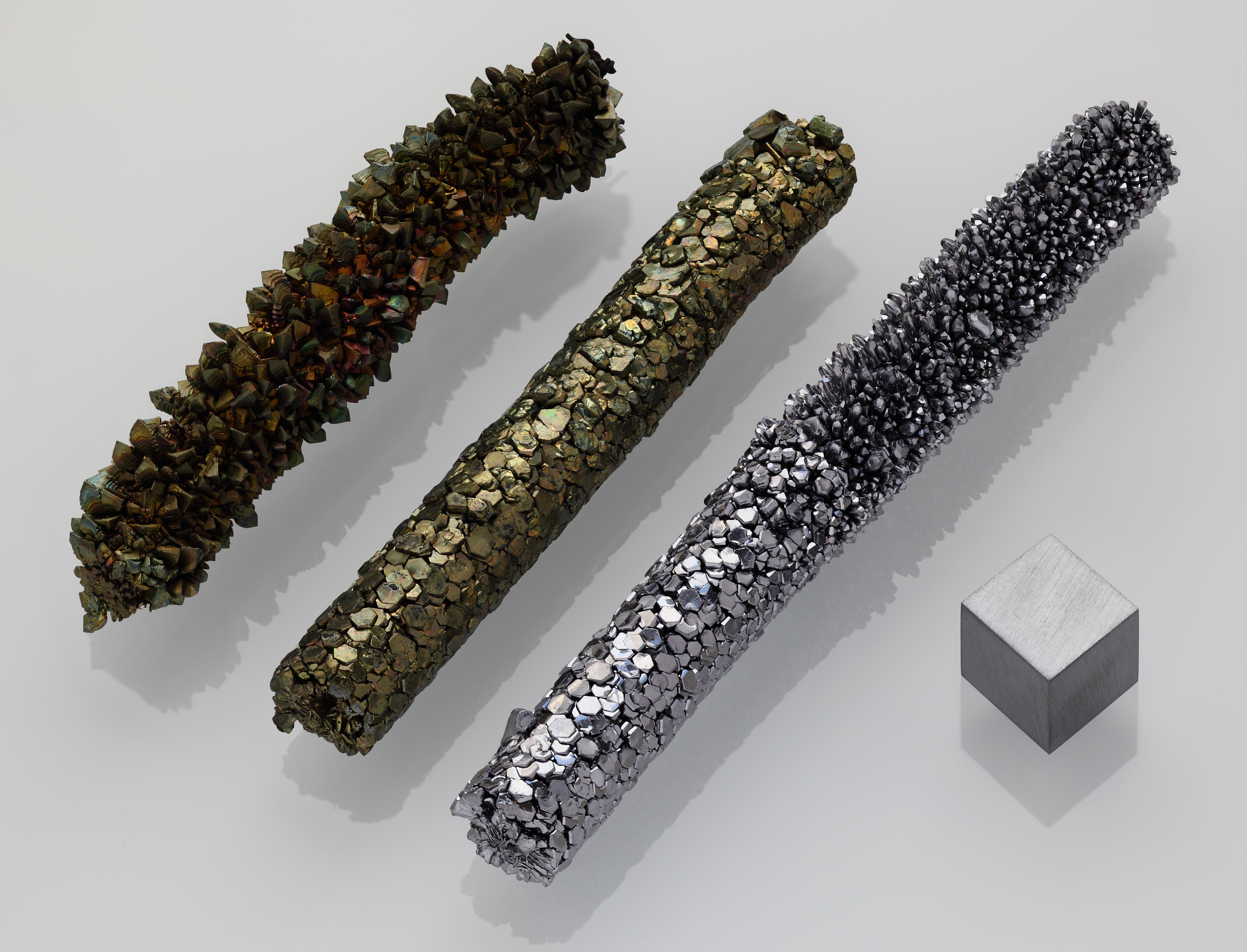
Надчистий ванадій 99,9 %, три зразки кристалів, показані різні текстури кристала і зеленувато окиснені поверхні, а також куб ванадію високої чистоти (99,95 %) 1 см³ для порівняння.

До Сефстрема цей елемент вже було виділено, і навіть не один раз, а двічі. 1801 року мексиканський мінералог Андрес Мануель дель Ріо виявив у свинцевій руді елемент і назвав його «еритронієм». Проте він сумнівався у своїх висновках, а тому вирішив, що має справу з недавно відкритим хромом.
Трохи раніше від Сефстрема до відкриття цього елемента підійшов Фрідріх Велер, той самий, з яким пов'язують перший в історії синтез органічної речовини в лабораторії. Велер досліджував привезені з Мексики руди (з якими мав справу і Дель Ріо) і знайшов у них щось, але він недоречно захворів, а коли відновив роботу і визначив, що має справу з новими елементом, Сефстрем вже опублікував своє відкриття. Отже, честь відкриття ванадію залишилася за Сефстремом.
Фрідріх Велер після цього написав товаришу про свою невдачу: «Мені випало бути справжнім віслюком, прогледівши новий елемент у свинцевій руді. Берцеліус не без іронії сміявся з того, як невдало, без затятості, стукався Велер у будинок богині Ванадіс».
Сефстрем вперше виділив із шлаку не чистий метал, а тверді і жаростійкі його сполуки — карбіди ванадію. Він здобув порошок чорного кольору, а в чистому вигляді ванадій — ковкий метал світло сірого кольору. Це з'ясувалося лише після 1867 року (тобто тридцять років потому), коли ванадій та його сполуки як слід вивчили Генрі Енфілд Роско і Едуард Горнилі.
1869 — Роско вдалося вперше отримати ванадій 96-процентної чистоти, який виявився крихким і твердим. По мірі ж видалення решти 4 % домішок ванадій стає дедалі пластичнішим і ковкішим.

## Отримання

### Родовища і запаси

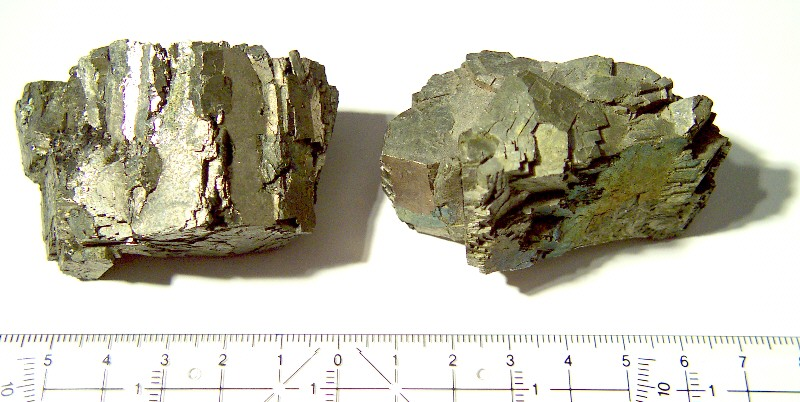
Ферованадій

Розмір атома ванадію близький до заліза і титану, тому у таких рудах він зазвичай є абсолютно розсіянним. Найвищі концентрації ванадію мають деякі базальти, але і там вона становить 230-290 г/тонну.. Зазвичай ванадій добувається з залізних руд, що містять його як домішку. Велика кількість відомих покладів ванадієвмістних руд зосереджена в Китаї (9 млн.тонн), Росії (5 млн. тонн), ПАР (3,5 млн. тонн) та Австралії (2,1 млн. тонн). Загальносвітовий видобуток ванадію в 2017 році склав 80 тисяч тонн, 72 тисячі з яких припали на Китай, Росію і ПАР, а майже вся решта — на Бразилію..

### Видобування з руди

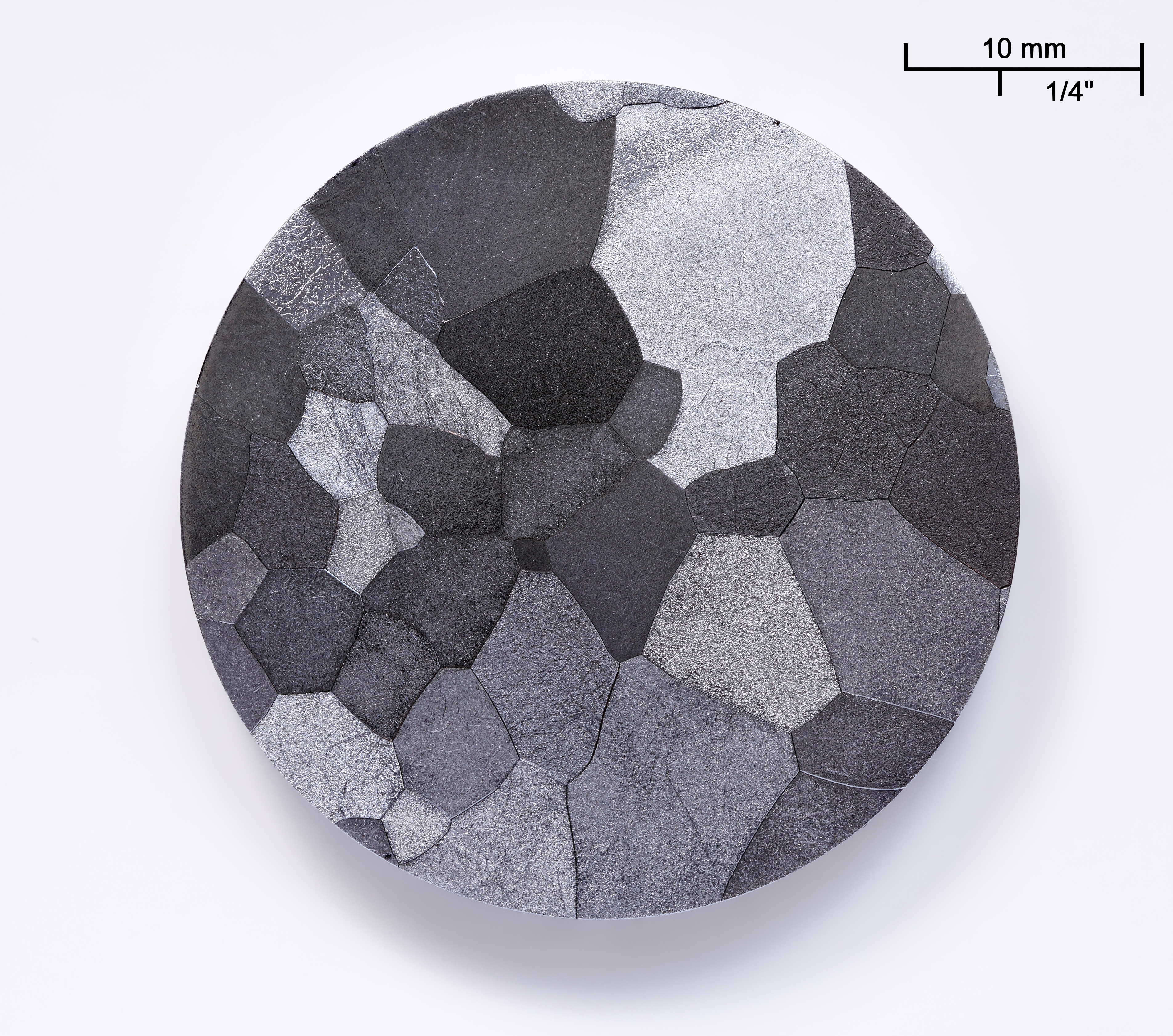
Ванадій

У промисловості ванадій отримують із залізних руд. Спочатку з його домішкою готують концентрат, у якому вміст ванадію сягає 8-16 %. Далі окисненням ванадій переводять у вищий ступінь окиснення +5 і відокремлюють легко розчинний у воді ванадат натрію (Na) NaVO3. При підкисленні розчину сірчаною кислотою випадає осад, який після висушування містить понад 90 % ванадію. Первинний концентрат відновлюють в доменних печах і отримують концентрат ванадію, який далі використовують при виплавці сплаву ванадію і заліза — так званого феррованадію (містить від 35 до 80 % ванадію). Металевий ванадій можна приготувати відновленням хлориду ванадію воднем (H), кальційтермічним відновленням оксидів ванадію (V2O5 або V2O3), термічною дисоціацією VI2 та іншими методами.

## Застосування
Застосовують у металургії, виробництві електронних приладів тощо. Близько 90 % ванадію споживає чорна металургія як легуючі добавки до сталі та чавуну. Ванадій застосовують також як конструкційний матеріал в ядерних реакторах, а сплави на основі титану з добавками ванадію — в авіаційній і ракетній техніці. Сполуки ванадію часто отруйні. Використовують їх у медицині, фотографії, виробництві ванадієвої сталі, титанових сплавів, лакофарбовій промисловості тощо. Карбід ванадію VC використовують як покриття металевих поверхонь при плазмовому напиленні.
V2O5 — каталізатор окиснення діоксиду сірки при промисловому синтезі сірчаної кислоти.

## Хімічні властивості

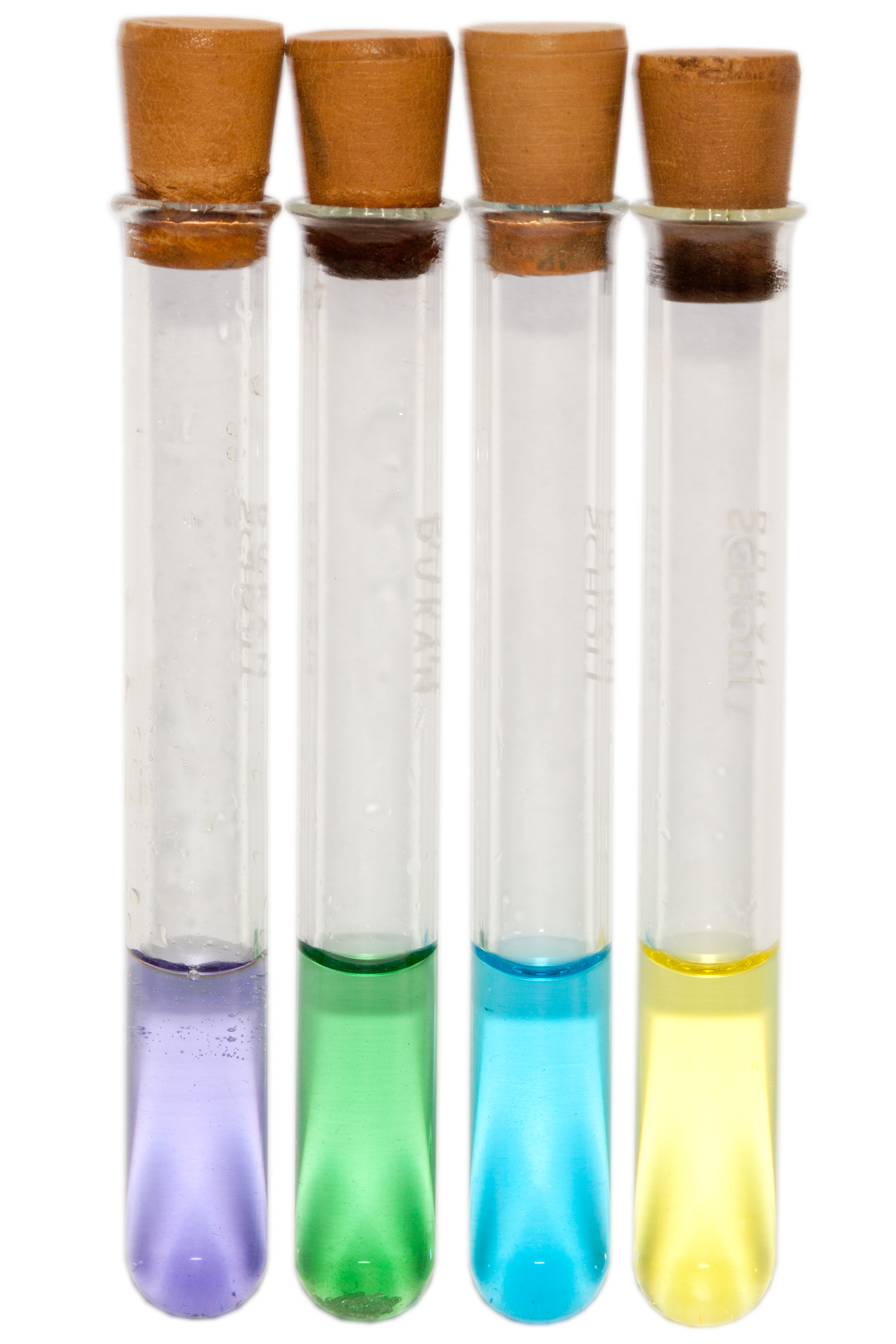
Колір сполук ванадію, зліва направо +2 (фіолетовий), +3 (зелений), +4 (синій), +5 (жовтий).

Ванадій досить інертний, стійкий до розведених кислот та лугів. Відомі сполуки в різних ступенях окиснення (+5, +4, +3, +2). Наприклад, оксиди: VO, V2O3, VO2,V2O5.
Галогеніди VX2 (X = F, Cl, Br, I), VX3, VX4 (X = F, Cl, Br), VF5 та оксогалогеніди (VOCl, VOCl2, VOF3 …).
Сполуки Ванадію +2 и +3 — сильні відновники.
Існують дослідження, що вказують на можливість використання солей ванадію у терапії при діабеті 2 типу.

## Біологічне значення
Хоча наразі ванадій не входить до списку необхідних для людини елементів, деякі інші організми його потребують. Переважна більшість з них — морські. Деякі водорості містять ванадій у складі ферменту Бромпероксидази, а деякі азотфіксуючі бактерії — у нітрогеназі.. Асцидії і покривники акумулюють в собі ванадій, і мають для цього спеціальні клітини, що називають ванадоцитами. Концентрація ванадію їх крові у мільйони разів вища, ніж у навколишній воді. З наземних організмів великі концентрації ванадію знайдені у звичайних мухоморах, хоча його біологічне значення для них достеменно не відоме.